# Pržno (Zlín)
Pržno (in tedesco Preschno) è un comune della Repubblica Ceca facente parte del distretto di Vsetín, nella regione di Zlín.